# Rossosh
Rossosh (tiếng Nga: Россошь) là một thành phố Nga. Thành phố này thuộc chủ thể Voronezh Oblast. Đây là trung tâm hành chính huyện Rossoshansky. Thành phố có dân số 62.923 người (theo điều tra dân số năm 2002). Đây là thành phố lớn thứ 259 của Nga theo dân số năm 2002. Dân số qua các thời kỳ:  62,923 (Điều tra dân số 2002); 57,029 (Điều tra dân số năm 1989).